# Corinthia vára
Corinthia egy várrom Horvátországban, a Krk szigetének keleti végében fekvő Mala Luka-öböl felett.

## Fekvése
Corinthia romjai a Krk-sziget legkeletibb részén találhatók. Ez az Észak-Adriai szigetvilág legnagyobb területű ősi romja, amely 2,5 km hosszan terül el a tengerpart mentén és összesen körülbelül 6000 ha területet ölel fel. A Mala Luka-öböl mentén fekvő Bosar nevű település egy 3 templommal rendelkező kikötőtelep, míg a Sokol-félsziget tetején található akropolisz katonai és közigazgatási központ volt. Legrégebbi része, az északi külváros az i. e. 7. századból származik. Itt volt elhelyezve az ókorban a liburnok haditengerészeti arzenálja. A legfiatalabb rész a délnyugaton található Szent Miklós kolostor, mely a 16. században épült. Ez az egész hatalmas régészeti komplexum még mindig kevéssé kutatott.

## A vár mai állapota

### A vár alatti település Bosar
A Mala Luka-öböl délkeleti végénél a régi és középkori római és bizánci időkből származó későbbi épületek ősi romjai már habarccal vannak megkötve. Számos ház négyszögletes alapja látható, amelyek többségét a földig lebontották, majd a köveket részben a közelmúltban a szőlőültetvények és a juhaklok körüli szárazon rakott kőfalak építéséhez használták fel. Az egykori településen ma is láthatóak három templom és két kút nyomai, amelyeket manapság a juhok etetésére használnak. Az öböl végén található korábbi kikötőben még mindig halmokban állnak a behozott áruk hulladékai és fémmegmunkálás nyomai is láthatók. A néphagyomány szerint az elhagyott Bosar lakói a középkorban a mai Baškába költöztek, így ma néhány baškai nevet corinthiai eredetűnek tartanak.
A legjobban a 16. századi fiatalabb, Bosar településtől délnyugatra fekvő szakrális épületek, valamint a Szent Miklós templom még mindig függőleges falai őrződtek meg, amelynek méretei 9 x 4 m, és amelynek csak a teteje hiányzik. A bejárat nyugaton, az apszis pedig keleten van, ahol a falon egy szent freskójának nyoma található, aki valószínűleg Szent Miklós a kvarneri tengerészek és halászok védőszentje. Ettől a jól megőrzött templomtól keletre vannak egy másik, még nagyobb templom régebbi alapjai, amelyben az apszis maradványa körülbelül 7 m széles, és a néphagyomány szerint ezt a templomot is Szent Miklósnak hívták. 
A kisebb, újabb templom falai mentén található egy nagyobb téglalap alakú épület alapja, népszerű néven Kloštar, tehát valószínűleg középkori kolostor volt, mint utolsó lakott épület Boszar város közelében, amelyet a korábbi egyházlátogatók említettek. Ezeket a bozari szakrális romokat régészetileg még nem keltezték, de a velencei egyházlátogatók középkori feljegyzéseiből egyértelmű írásos feljegyzések vannak róluk. Ezek szerint az újabb Szent Miklós templom 1426-ban, 1502-ben és 1590-ben bizonyosan még mindig vallási funkciót töltött be és csak 1603 előtt hagyták el. Ekkor már oltár és tető nélküli romként találták. Ugyanezek a szerzők egy másik régebbi Szent Miklós templomot említenek, amelyet 1750-ben már részben megsemmisítettek. Ez azt jelenti, hogy a kolostor és a Szent Miklós templom körüli, a Mala Luka közelében található Bosar település legalább egy része a 16. századig lakott volt.

### Az akropolisz
A partmenti Bosar településétől keletre, amelynek polgári és haditengerészeti feladata volt, a Sokol-félsziget tetején emelkednek az akropolisz (fellegvár) ovális falai, amelyek valószínűleg a regionális adminisztratív és katonai stratégiai szerep jutott. Ennek a várnak az eredeti ősi neve a korai ča nyelvjárásban „Uri-Kvorÿta”, azaz „várfalak” volt. Az újabb latinos Corinthia nevet nyilvánvalóan az első leírója, Alberto Fortis használta először, és a 20. században ez terjedt el leginkább a krki turisztikai leírásokban (a furcsa hangzású helyi Uri-Kvorÿta helyett). A szomszédos Baskában egy nagyobb, újabb szállodát is neveztek el róla. 
Corinthia a Sokol-félszigettől nyugatra, egy 120 m magaslat körül, egy ellipszis-rombikus alakú területen, ÉNy-DK-i irányban 124 m hosszúságban és 68 m szélességben fekszik. A domboldalon a következő létesítmények őrződtek meg a legjobban. A Vela Luka feletti délnyugati oldalon viszonylag legjobban megőrzött városvédő falak vannak, amelyek legfeljebb 4 m magasak, északon pedig a Mala Luka felé haladva az alsó romos falak találhatók. A nyugati oldalon a szárazföldi Podgradica felett láthatók a városhoz vezető utak és kapuk. A domb délkeleti végén láthatjuk az újjáépített torony alapjait és a fővárat, amely ennek az akropolisznak a legrégebbi fennmaradt része. A Vela Luka fölött egy kis korai liburniai erődnek kellett lennie. Ezzel az ősi toronnyal együtt láthatók az úgynevezett templom alapjai. 15 x 9 m méretű templom, északnyugati bejárattal, délkeleten pedig apszissal. Az akropolisz közepén, a félsziget tetején, valamint a déli és északnyugati fal mentén több négyzet alakú épület alapjainak nyoma található, amelyek méretei 6 x 5m és 20 x 10 m között változnak. Ennek a domboldalnak és a hozzá kapcsolódó épületeknek a korát még pontosan nem keltezték, bár a szakemberek általában a kora középkorból, a bizánci uralom korából származtatják.